# Honky Tonk Women
Pour les articles homonymes, voir Honky Tonk.
Singles de The Rolling Stones
Street Fighting Man
(1968) Brown Sugar
(1971)
Honky Tonk Women est une chanson des Rolling Stones parue en single en 1969, quelques jours après la mort de Brian Jones. Une version country de cette chanson, Country Honk, est présente sur l'album Let It Bleed, sorti en novembre 1969. Une version live de Honky Tonk Women figure sur Get Yer Ya-Ya's Out!, enregistré pendant la tournée américaine de 1969.
Dernier single des Rolling Stones des années 1960, Honky Tonk Women marque l'arrivée de Mick Taylor au sein du groupe. C'est d'ailleurs lui qui oriente le morceau country original (Country Honk) vers quelque chose de beaucoup plus rock. Enregistré pendant les sessions de Let it Bleed, ce rock de trois minutes devient une des chansons favorites des fans et reste aujourd'hui un classique encore joué en concert par les Rolling Stones. La cloche à vache qui marque le début de la chanson est une idée du producteur Jimmy Miller.

## Inspiration et enregistrement
Cette chanson est écrite par Mick Jagger et Keith Richards pendant leurs vacances au Brésil, de fin décembre 1968 à début janvier 1969. Inspirés par les gauchos brésiliens du ranch où Jagger et Richards passent leurs vacances à Matão, São Paulo, le titre est au départ plus une chanson country, jouée tout à l'acoustique. Richards déclare : « [It] was originally written as a real Hank Williams/Jimmie Rodgers/1930s country song. » (« Au départ, la chanson était écrite comme une véritable chanson country des années 1930 dans le style de Hank Williams et Jimmie Rodgers. »)
Deux versions du titre sont enregistrées par le groupe: le succès connu de tous, présent sur le 45-tours ainsi que sur leur compilation de leurs singles de la fin des années '60, Through the Past, Darkly (Big Hits Vol. 2); et une version plus honky-tonk intitulée Country Honk avec de légers changements dans les paroles, et qui figure sur l'album Let It Bleed. L'interprétation faite lors du concert enregistré pour l'album Get Yer Ya-Ya's Out! diverge encore des deux précédentes versions, avec une introduction à la guitare très différente et un deuxième couplet radicalement modifié ; elle est cependant plus proche de la version connue que de la version country.
À propos du thème de la chanson, une « honky tonk woman » fait référence aux entraîneuses des bars du Far West, qui peuvent être également des prostituées ; le lieu de départ de la narration dans le premier couplet de la version blues (la version connue) se situe à Memphis, tandis que l'action se déroule à Jackson pour Country Honk.

« I met a gin soaked bar-room queen in Memphis »

« I'm sittin' in a bar, tipplin' a jar in Jackson »

Au départ, le groupe a enregistré la chanson intitulée « Country Honk », à Londres début février 1969. Puis elle devint la version que tout le monde connaît, plus électrique, avec plus de riffs de guitare, plus rock'n'roll, le hit Honky Tonk Women au cours du printemps 1969, avant que Mick Taylor ne rejoigne le groupe. Dans une interview donnée pour le magazine Crawdaddy, Richards cite Taylor comme ayant fortement influencé la chanson : « ... the song was originally written as a real Hank Williams/Jimmie Rodgers/1930s country song. And it got turned around to this other thing by Mick Taylor, who got into a completely different feel, throwing it off the wall another way. » (« Au départ, la chanson était écrite comme une véritable chanson country des années 1930 dans le style de Hank Williams et Jimmie Rodgers. Et elle devint l'autre version grâce à Mick Taylor qui la transposa dans un style totalement différent, rejetant l'ancienne version et repensant tout depuis le départ. ») Cependant, en 1979, Taylor déclara la chose suivante : « I definitely added something to Honky Tonk Women, but it was more or less complete by the time I arrived and did my overdubs. » (« Bien sûr que j'ai rajouté quelque chose à Honky Tonk Women, mais tout était déjà plus ou moins en place au moment où je suis arrivé pour participer au réenregistrement. »)
Le titre est différent de la version country dès l'introduction, ne démarrant pas par un riff de guitare mais par un beat joué grâce à une cloche à vache. Le producteur des Rolling Stones Jimmy Miller joue lui-même de la cloche à vache pour l'enregistrement.
Ry Cooder a affirmé que le principal riff de guitare du titre était de lui, et a accusé les Rolling Stones de lui avoir « piqué » (« ripping him off »). Le pianiste des Rolling Stones Ian Stewart déclara quant à lui : « C'est dix fois Keith qu'on entend sur cette chanson. »

## Sortie
Le titre reste à la première place du Billboard Hot 100 quatre semaines à partir du 23 août 1969. Le single sort au Royaume-Uni le jour suivant la mort du membre fondateur du groupe, Brian Jones. "You Can't Always Get What You Want" est le titre présent sur la face B. Il est édité sur l'album-compilation du groupe Through the Past, Darkly (Big Hits Vol. 2) en septembre.
A ce jour ce sera le dernier single du groupe arrivant en tête des charts sur le territoire britannique.

## Distinctions
Le magazine américain Rolling Stone classe la chanson au 116e rang dans sa liste des 500 plus grandes chansons de tous les temps en 2004.
En 2014, elle reçoit le Grammy Hall of Fame Award.

## Certifications
| Pays              | Certification | Date       | Unités certifiées |
| ----------------- | ------------- | ---------- | ----------------- |
| Australie (ARIA)  | Platine       | 2023       | 70 000            |
| États-Unis (RIAA) | Or            | 26/08/1969 | 1 000 000         |
| Royaume-Uni (BPI) | Argent        | 04/12/2021 | 200 000           |

## Personnel
Crédités:
- Mick Jagger: chant
- Keith Richards: guitare, chœurs
- Charlie Watts: batterie
- Bill Wyman: basse
- Mick Taylor: guitare
- Ian Stewart: piano
- Jimmy Miller: sonnaille (cowbell)
- Reparata and the Delrons, Nanette Workman (créditée comme Nanette Newman) et Doris Troy: chœurs
- Steve Gregory et Bud Beadle: saxophone

## Country Honk
Country Honk est une version country du single Honky Tonk Women, sorti cinq mois plus tard sur l'album Let It Bleed (1969). Comme indiqué ci-dessus, l'arrangement country était le concept original de Honky Tonk Women.
Selon certaines sources[Lesquelles ?], Country Honk est enregistré au studio Elektra à Los Angeles. Byron Berline joue du violon sur le morceau et a déclaré qu'il avait été suggéré aux Stones par Gram Parsons, qui avait déjà travaillé avec lui avec son groupe The Flying Burrito Brothers. Le producteur Glyn Johns suggère que Berline enregistre sa partie en dehors du studio pour ajouter une atmosphère au morceau.
Sam Cutler, le manager de tournée des Stones, a fourni le klaxon de la voiture sur la chanson. Nanette Workman a interprété des chœurs sur cette version (bien que le générique de l'album la mentionne comme Nanette Newman). D'autres sources[Lesquelles ?] affirment que Country Honk a été enregistré aux studios Olympic juste après Honky Tonk Women, seule la partie de violon de Berline provient des studios Elektra. Ceci est soutenu par l'existence d'un enregistrement pirate qui ne contient pas le violon ou la guitare slide de Mick Taylor. Richards a déclaré à plusieurs reprises que Country Honk est la version d'origine de Honky Tonk Women.

### Personnel
Crédités:
- Mick Jagger: chant
- Keith Richards: guitare acoustique, chœurs
- Mick Taylor: guitare slide
- Charlie Watts: batterie
- Byron Berline: violon
- Nanette Workman: chœurs (créditée comme "Nanette Newman")

## Reprises et adaptations
- Elton John sur son album 11-17-70
- Ike et Tina Turner sur leur album Come Together de 1970
- Joe Cocker sur son album live de 1970, Mad Dogs & Englishmen
- Albert King sur l'album Lovejoy en 1971
- Gram Parsons sur l'album  Honky Tonk Heaven en 1973
- Paige Miles
- Humble Pie, sur son album de 1973 Eat It, joue une version live
- The Pogues sur le EP Yeah Yeah Yeah Yeah Yeah (1988)
- Johnny Hallyday dans une adaptation en français signée Long Chris en 1974 (album Rock'n'Slow) et sur scène, reprises de la version originale en 1990 (album Dans la chaleur de Bercy) et en 2006 (album Flashback tour : Palais des sports 2006)
- Prince sur l'album japonais de 1993 The Undertaker
- Taj Mahal sur son album Blue light boogie sorti en 1999.
- Juliette sur son DVD Live Fantaisie héroïque (2005)
- Jerry Lee Lewis et Kid Rock sur l'album Last Man Standing (2006)